# ضمادة الطوارئ

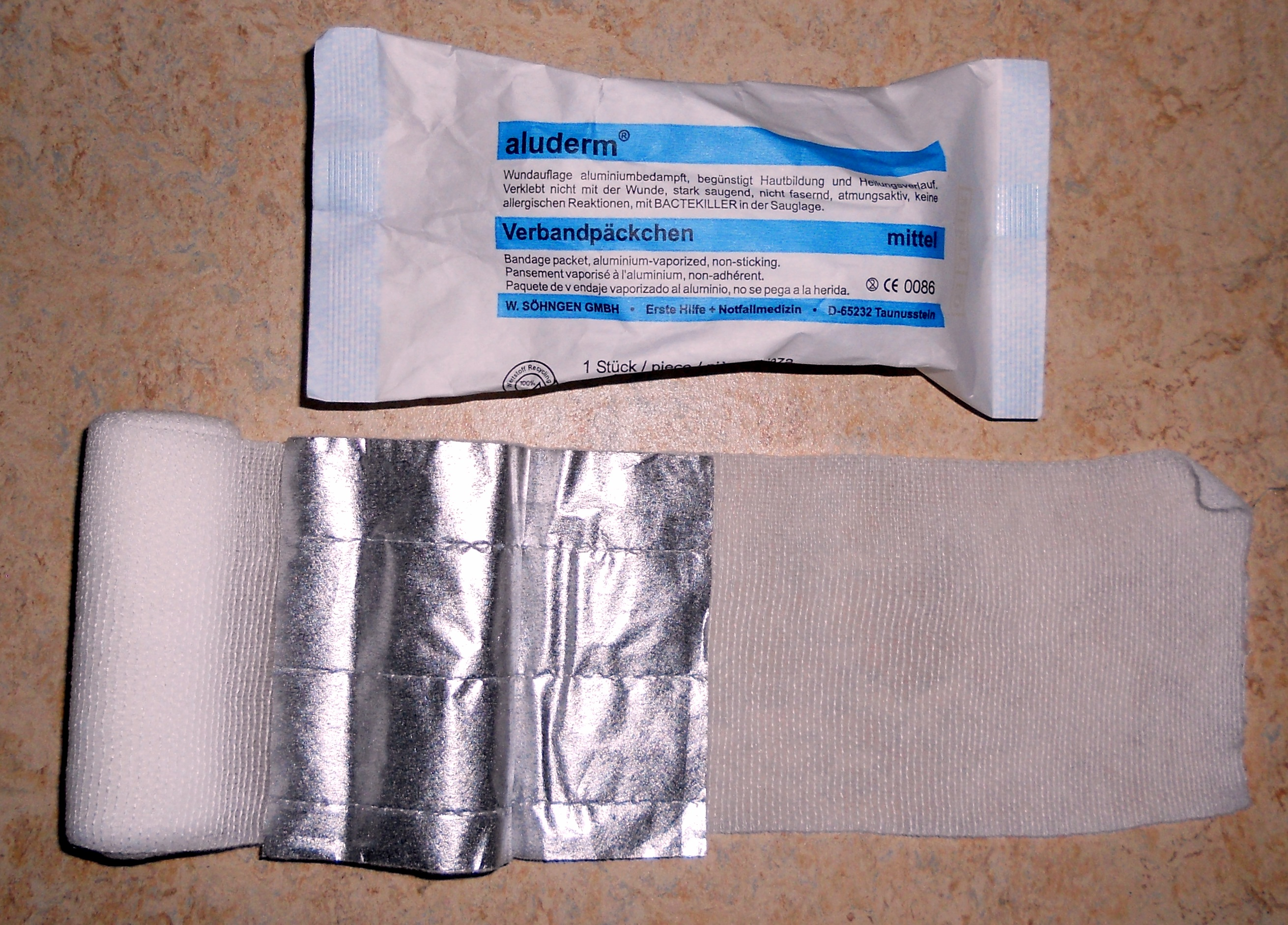

ضمادة الطوارئ أو الضمادة الإسرائيلية هي جهاز إسعافات أولية مصمم خصيصًا يستخدم لوقف النزيف من الجروح النزفية التي تسببها الرضوض والإصابات المؤلمة الصعبة في حالات الطوارئ ما قبل المستشفى. تم استخدام الضمادة لأول مرة لإنقاذ الأرواح خلال عملية حفظ السلام التي قام بها الناتو في البوسنة والهرسك، وتم استخدامها بنجاح خلال عمليات حرب العراق. وقد أطلق الجنود الأمريكيون على الضمادة اسم «الضمادة الإسرائيلية»، وكانت «الضمادة المفضلة للجيش الأمريكي والقوات الخاصة». تم تضمين الضمادة الإسرائيلية في مجموعات الإسعافات الأولية لأفراد الطوارئ والمستجيبين الأوائل في إطلاق النار في توكسون عام 2011، واستخدمت لعلاج بعض ضحايا إطلاق النار. تم اختراع الضمادة من قبل طبيب عسكري إسرائيلي يدعى Bernard Bar-Natan.

## خلفية
كان أحد أكثر أسباب الوفاة التي يمكن الوقاية منها بين الجرحى غير المصابين هو عدم القدرة على وقف النزيف بسرعة وفعالية. كتب الأطباء العسكريون نولان شيبمان وتشارلز أس ليسارد في دورية الطب العسكري أن «أول خطوة في احتواء الإصابات الخطيرة هي السيطرة على النزيف قدر الإمكان».
في الحقبة التي سبقت عملية حرية العراق، كان الأطباء العسكريون الأمريكيون يأخذون الجنود الجرحى من ساحات القتال إلى المستشفيات للعلاج. وكثيرا ما أدى ذلك إلى فقدان الدم لفترة طويلة ولا رجعة فيه. اليوم، تغير أسلوب رعاية الجنود الجرحى وتعالج الجروح في ساحة المعركة.الضمادة الإسرائيلية، التي يمكن تطبيقها بيد واحدة فقط، توقف بنجاح عن النزيف وتم استخدامها من قبل جيوش الولايات المتحدة وألمانيا وأستراليا ونيوزيلندا ودول أخرى. قال ديفيد كلاينمان، طبيب فريق SWAT الذي ابتكر مجموعة إسعافات أولية تستخدم لعلاج ضحايا إطلاق النار في توكسون عام 2011، إن "النواب وصلوا من أجل ضمادة الطوارئ" مرارًا وتكرارًا في مكان الحادث".

## تاريخ التطور
عندما كان مخترع الضمادة، برنارد بار ناتان، يتدرب ليصبح طبيبا عسكريا إسرائيليا في عام 1984، لاحظ أن الضمادات الصادرة للسيطرة على النزيف لها تاريخ تصنيع عام 1942 أو في بعض الأحيان حتى عام 1938. كما لاحظ أن المزيد من الأنماط الحالية قد اخذت نفس التصميم وميزات الضمادات لعام 1942. تم نصح المتدربين بإمساك حجر واستخدامه للضغط على الجرح الذي لا يتخثر من تلقاء نفسه. بدأ Bar-Natan العمل على جيل جديد من الضمادات التي لن تعتمد على نهج «الاستيلاء على الحجر»، ولكن سيكون لها شريط ضغط مدمج في الضمادات نفسها.
في 1990-1991، تم تطوير الفكرة والتصميم بما يكفي للتقدم بطلب للحصول على دعم الحكومة الإسرائيلية من مكتب كبير العلماء في وزارة الصناعة. سمح التطبيق لـ Bar-Natan بأن يصبح جزءًا من برنامج حاضنة التكنولوجيا في Har Hotzvim بالقدس، مع منحة حكومية تغطي ثلاث أرباع من النفقات المرتبطة بالبحث وتطوير الضمادة. بعد ثلاث سنوات إضافية من التطوير كانت الضمادة جاهزة للتسويق. ومع ذلك، شكل Bar-Natan شركة First Care Products Ltd وأشرف على تصميم وإنتاج الضمادة.
اشترى موزع معدات طبية بلجيكي الضمادات الأولى عام 1998. باعت شركة Bar-Natan الشركة إلى كيان مربح، ثم باعتها لاحقًا إلى PerSys Medical في هيوستن، تكساس، الشركة التي قدمت الضمادة لأول مرة إلى الجيش الأمريكي. واليوم يتم إنتاج وبيع 1.5 إلى مليوني ضمادة كل عام.

## الميزات
ضمادة الطوارئ عبارة عن ضمادة مرنة مع وسادة غير لاصقة.
وهي تشبه الضمادات المرنة المستخدمة لعلاج إصابات التواء، ولكن لها ثلاث ميزات فريدة:
- ضمادة معقمة غير ملتصقة للسماح بإزالة الضمادة دون إعادة فتح الجرح.[2]
- يوضع قضيب ضغط على الجرح لوقف النزيف عن طريق الضغط.[2] يسمح بتغيير اتجاه الضمادة ولفه حول الجرح مرة واحدة في اتجاهات مختلفة. كما أنه يجعل التضميد أسهل.[3]
- شريط إغلاق في نهاية الضمادة لتأمين الضمادة وإضافة الضغط على الجرح. يسمح للضمادة أن يتم تثبيتها بدقة في مكانها دون الانزلاق[3]ويمكن استخدامها بواسطة "حركة منزلقة بيد واحدة". "[2]

تتضمن الإصدارات الأحدث، مثل T3 و 9 T، ميزات مثل الشاش للتغليف الإضافي، والوسادات الإضافية، والبطن البطانية لتغطية عمليات نزع الأحشاء، وأختام الرطوبة لتغطية الجروح والحروق.
تأتي الضمادات بثلاثة أحجام: 4 و 6 و 8 بوصات.
تمت مراجعة الضمادة بشكل إيجابي في مجلة الطب العسكري.